# حلوای سنگک
حلوای سنگک یکی از شیرینی‌های سنتی ایرانی و سوغات استان بوشهر است.  نوعی حلوا است که شیرهٔ خرما را با حرارت کم آن قدر به هم می‌زنند تا کاملاً سفید شود، پس از سرد شدن سفت می‌گردد.
حلوی نونک نیز همان حلوای سنگک است که قبل از سرد شدن آن را با ضخامت کم در سینی می‌ریزند و روی آن کنجد بو داده فراوان می‌پاشند.